# Jaap Bijzerwetering
De Jaap Bijzerwetering is een water dat de Singel in Woerden verbindt met de Korte Linschoten. Tot 300 meter noordelijk van de autosnelweg A12 heet het water Jaap Bijzerwetering, daarna gaat het nabij gemaal Polanen over in de Korte Linschoten. Het water loopt achter de Polanerbaan in het industriegebied Middelland, met aan de overzijde de Linschoterweg. Het Sluipwijkerpad loopt ook achter de Polanerbaan, maar anno 2012 is alleen het eerste stuk tot aan het gemaal Middelland nog onverharde weg, de rest is een met gras begroeid dijkje.
De wetering is genoemd naar Jaap Bijzer, een verbastering van Jacob Bijenszoon, een rijke boer die leefde in de 14e eeuw. In opdracht van het Groot-Waterschap Woerden werd rond 1366 de wetering dwars door zijn land gegraven. In het archief van de weeskamer Woerden uit 1582 staat deze wetering te boek als Jaap Bijserwetering.